# Venta de Vargas (película)
Venta de Vargas es una película española de 1959 protagonizada por Lola Flores y dirigida por el director argentino exiliado Enrique Cahen Salaberry .

## Argumento
Dolores, una cantante gitana, es condenada a la pena de muerte por las tropas napoleónicas al mando del general Dupont, se la acusa de colaborar con el General Castaños.
Dolores tiene un doble golpe de suerte, un capitán francés se enamora de ella y luego las tropas francesas son derrotadas en la Batalla de Bailén, con lo cual consigue librarse y volver con los suyos.

## Producción
La película se hizo para el lucimiento de Lola Flores, que canta (y baila) ocho canciones durante el metraje.

## Reparto
- Lola Flores
- África Chico
- Rubén Rojo
- Antonio Almoras
- Carmen Flores
- Luis Prendes
- Jesús Tordesillas
- Félix Dafauce
- Manuel Peyró
- Rufino Inglés